# UTエアー579便着陸失敗事故
UTエアー579便着陸失敗事故は、2018年9月1日に発生した航空事故。
ヴヌーコヴォ国際空港発ソチ国際空港行きだったUTエアー579便（ボーイング 737-8AS）がソチ国際空港への着陸時にオーバーランし、火災が発生した。乗員乗客18人が負傷した。

## 事故の経緯

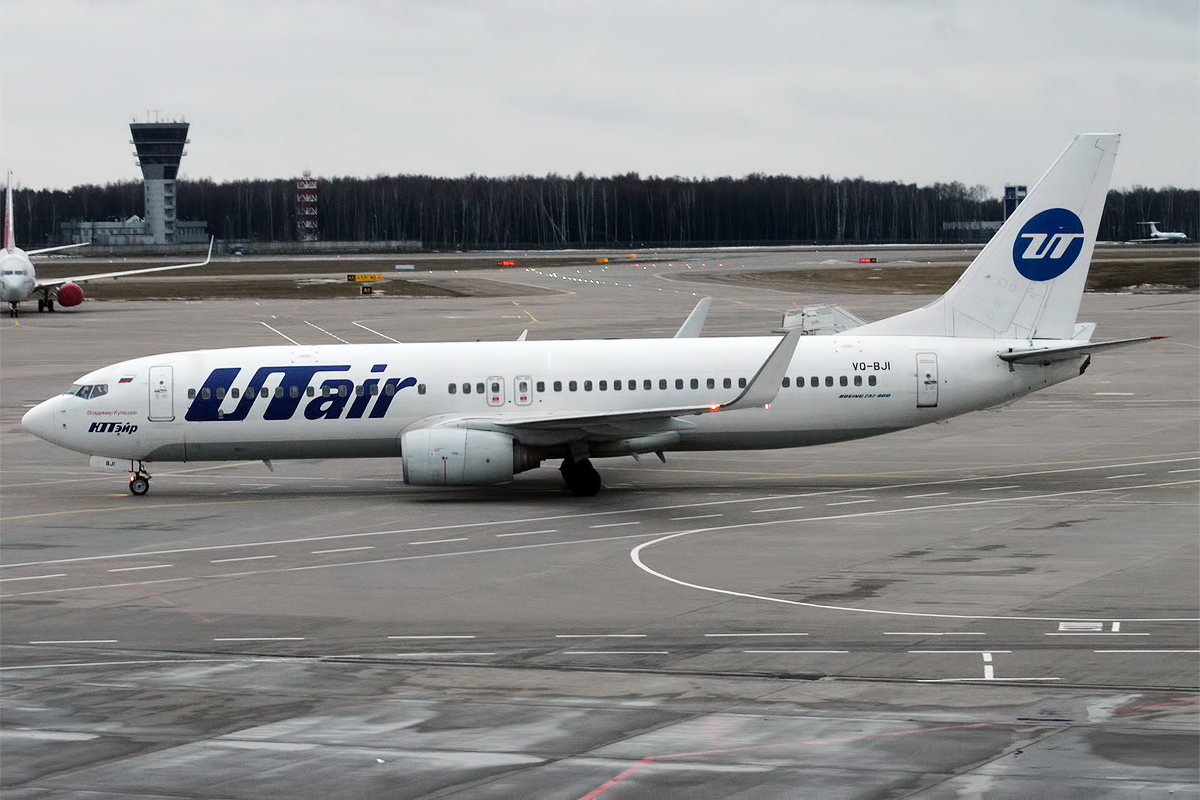
2017年に撮影された事故機

579便はモスクワ発ソチ行の国内線で、現地時間0時32分にモスクワのヴヌーコヴォ国際空港を離陸した。約2時間後、579便はソチ国際空港の滑走路06へ着陸進入を開始したが、付近は雷雨が降っていた。2時44分、ウィンドシア警報が作動したがパイロットはこれを無視して進入を継続した。2時45分、高度30mで機長は着陸復航を開始した。4分後、機長は再び滑走路06への進入を開始した。2度目の進入は通常よりも高度が高く、速度が速かった。2時53分、管制官は先行機が着陸復航したことをパイロットに伝えた。これに対して副操縦士は600mでグライドスロープを捉えたと報告したが、実際には600mに到達していなかった。滑走路から6,100m地点を高度1,050フィート (320 m)で通過中、ウィンドシア警報が作動したが、パイロットは着陸進入を継続した。高度470フィート (140 m)で再びウィンドシア警報が作動したが、パイロットは再び無視して降下を続けた。高度75フィート (23 m)で機長は自動操縦とオートスロットルを解除した。この直前に機体はウィンドシアの中心に突入しており、速度が増加した。オートスロットルは出力を下げようとしたが、機長がオートスロットルを解除したため出力は十分に下がらなかった。579便は滑走路端を160ノット (300 km/h)の速度で通過し、1,285m地点に接地した。副操縦士は逆推力装置を作動させるよう言ったが、機体が滑走路をオーバーランするまで逆推力装置は作動されなかった。着陸から26秒後の2時57分54秒、579便は滑走路をオーバーランした。機体は外周フェンスに衝突し空港近くの川岸で停止した。事故により、18人が怪我を負った。また、火災が発生したが8分ほどで鎮火した。
ロシアの運輸大臣は、空港職員1名が心臓発作により死亡したと発表した。

## 事故調査
国家間航空委員会（MAK）が調査を開始した。事故の2日後、フライト・データ・レコーダーが回収され、データの取り出しを開始した。また、事故機の製造国であるアメリカの、国家運輸安全委員会が調査に協力すると発表した。MAKは2018年11月6日に予備報告書を発行した。
2019年12月12日、MAKは最終報告書を公表した。事故原因として機体が低高度でウィンドシアに遭遇したことと、それによって作動したウィンドシア警報をパイロットが無視したことが挙げられた。また、標準的な手順を遵守しなかったこと、自動操縦の使用が不適切だったこと、クルー・リソース・マネジメントの訓練が不十分だったこと、逆推力装置の展開が遅れたことが要因として挙げられた。